# Otawa Jo

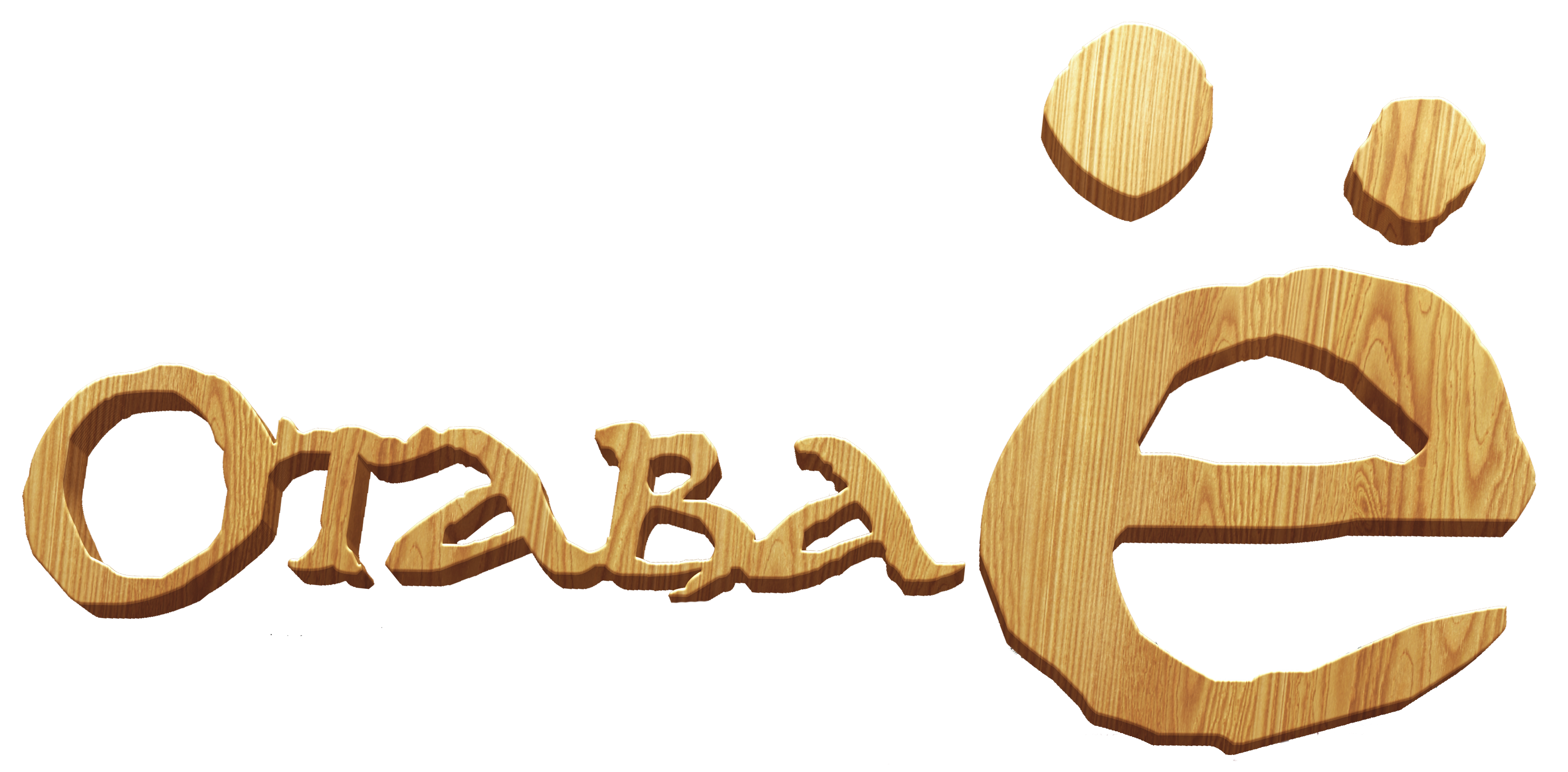
Logo zespołu

Otawa Jo (ros. Отава Ё, w dosłownym tłumaczeniu potraw) – rosyjski zespół muzyczny wykonujący folk rock, założony w 2003 roku w Petersburgu.
Grupa występowała w 30 krajach, m.in. w Meksyku, Francji, Estonii, Chinach, Portugalii, na Łotwie, Litwie, Słowacji, w Polsce, Niemczech, Holandii, Austrii, Finlandii, Belgii, Norwegii, Indiach, Stanach Zjednoczonych, Wielkiej Brytanii, Włoszech, Danii, Iranie i Japonii.

## Historia
Aleksiej Biełkin, Aleksiej Skosyriew, Dmitrij Szychardin i Piotr Siegiejew pracowali razem jako grajkowie na ulicach Petersburga przez około trzy lata. Pozytywne reakcje słuchaczy zainspirowały ich do oficjalnego założenia zespołu w 2003 roku. Z początkowego składu tylko Szychardin miał wykształcenie muzyczne; reszta była samoukami. Początkowo zespół nazywał się Reelroadъ i grał celtycki punk rock w stylu The Pogues, ale później zmienił nazwę na Otawa Jo i zwrócił się ku rosyjskiej muzyce tradycyjnej.
W 2005 roku grupa wydała swój pierwszy album studyjny, Pod Aptiekoj, nazwany na cześć ich ulubionego miejsca występów ulicznych w pobliżu apteki na Newskim Prospekcie.
Cztery lata później, w 2009 roku, Otawa Jo zaprezentował swój drugi album studyjny Żyli-byli, kontynuując kierunek muzyczny, który nazwali „rosyjskim beatem”. Zespół wydał swój kolejny album Rożdiestwo w 2011 roku. Zawierający tradycyjne pieśni bożonarodzeniowe, oznaczał odejście od jego charakterystycznego kierunku muzycznego, do którego ostatecznie artyści powrócili w albumie z 2013 roku pt. Czto za piesni.
Przełomem w karierze zespołu był teledysk do piosenki „Sumieckaja” z udziałem zawodników tradycyjnego boksu rosyjskiego. W 2015 roku „Sumieckaja” zajęła pierwsze miejsce na lutowej liście przebojów wideo World Music Network z ponad 12 milionami wyświetleń na YouTube.
W październiku 2018 roku Otawa Jo zapowiedział swój kolejny album Ljubisz li ty?, wchodząc w etap miksowania i masteringu. 30 września 2018 roku zespół zaprezentował teledysk do piosenki z nadchodzącego albumu Kak na gorkie, na gorie (Pewnego razu na wysokim wzgórzu), nakręcony w znanej z zabytkowej architektury drewnianej petersburskiej dzielnicy Podporoże.
26 lutego 2022 roku muzycy Otawa Jo ogłosili, że w odpowiedzi na rosyjską inwazję wojskową na Ukrainę zawieszą swoje koncerty w Rosji i zbliżającą się trasę po Niemczech. W oświadczeniu stwierdzono: „Wszyscy jesteśmy mimowolnymi uczestnikami tych tragicznych wydarzeń… W tych okolicznościach nie możemy udawać, że nic się nie dzieje i dalej grać naszą wesołą muzykę”. Grupa zaproponowała także zwrot biletów.
W kwietniu 2022 roku artyści zakomunikowali, że powrócą na koncerty, podając nowe daty odwołanych wcześniej koncertów oraz daty nowych wydarzeń w innych rosyjskich miastach.
Podczas transmitowanego na żywo koncertu, który odbył się 6 listopada 2022, muzycy zapowiedzieli nadchodzący nowy album i zasugerowali, że zostanie on wydany przez jeszcze nie ogłoszoną wielką wytwórnię płytową, z dystrybucją na całym świecie.

## Członkowie

### Aktualni członkowie
- Aleksiej Biełkin – śpiew, dudy, gusli, żalejka
- Dmitrij Szychardin – śpiew, skrzypce
- Piotr Siegiejew – bęben basowy, darabuka
- Aleksiej Skosyriew – śpiew, gitara akustyczna
- Wasilij Tieliegin – gitara basowa (od 2019)[9]
- Julija Usowa – śpiew, skrzypce (od 2011)
- Lina Koliesnik – śpiew, skrzypce (od 2019; pierwotnie zastępująca Juljię Usową na urlopie macierzyńskim)[10]
- Dienis Nikiforow – bębny (od 2019)[9]

## Byli członkowie
- Swietłana Kondesiuk – dudy, flet (2003–2009)
- Natalia Wysokich  – skrzypce (2005–2010)[11]
- Timur Sigidin – gitara basowa (2009–2019)

## Dyskografia
| Tytuł                                                                                        | Dane                                  |
| -------------------------------------------------------------------------------------------- | ------------------------------------- |
| Под аптекой (Pod aptiekoj)                                                                   | - Data wydania: 2006 - Format: CD     |
| Жили-были (Żyli-byli)                                                                        | - Data wydania: 2009 - Format: CD     |
| Рождество (Rożdiestwo)                                                                       | - Data wydania: 2011 - Format: CD     |
| Что за песни (Czto za piesni)                                                                | - Data wydania: 2013 - Format: CD     |
| Лучшие песни 2006—2015 (Łuczszyje piesni 2006—2015)                                          | - Data wydania: 2015 - Format: CD/DVD |
| Дайте маленькое времечко весёлому побыть! (Dajtie malieńkoje wriemieczko wiesiołomu pobyt’!) | - Data wydania: 2015 - Format: CD/DVD |
| Любишь ли ты? (Ljubisz’ li ty?)                                                              | - Data wydania: 2018 - Format: CD     |

## Teledyski
- 2010: Про Диму и Петю w serwisie YouTube (Pro Dimu i Pietju)
- 2012: Про Ивана Groove w serwisie YouTube (Pro Iwana Groove)
- 2012: Дворник w serwisie YouTube (Dwornik)
- 2014: Что за песни w serwisie YouTube (Czto za piesni)
- 2015: Сумецкая w serwisie YouTube (Sumieckaja)
- 2016: Иванушка-рачек w serwisie YouTube (Iwanuszka-racziek)
- 2017: Ой, Дуся, ой, Маруся w serwisie YouTube (Oj, Dusja, oj, Marusja)
- 2018: На речке, на речке w serwisie YouTube (Na rieczkie, na rieczkie)
- 2018: Как на горке, на горе w serwisie YouTube (Kak na gorkie, na gorie)
- 2019: Яблочко w serwisie YouTube (Jabłoczko)
- 2020: У кошки четыре ноги w serwisie YouTube (U koszki czietyrie nogi)
- 2020: Посеяли девки лён w serwisie YouTube (Posieljali diewki lion)
- 2020: Смуглянка w serwisie YouTube (Smuglanka; z okazji 75. rocznicy Dnia Zwycięstwa)
- 2021: Тимоня w serwisie YouTube (Timonia)
- 2021: Давно мы дома не были w serwisie YouTube (Dawno my doma nie byli; z okazji 76. rocznicy Dnia Zwycięstwa)
- 2022: Эта ночь святая w serwisie YouTube (Eta nocz swiataja)

## Nagrody
| Rok  | Utwór                   | Nagroda                                   | Kategoria                       | Wynik      |
| ---- | ----------------------- | ----------------------------------------- | ------------------------------- | ---------- |
| 2017 | Oj, Dusja, oj, Marusja  | NYC Indie Film Award                      | Najlepszy Teledysk              | Zwycięstwo |
| 2017 | Oj, Dusja, oj, Marusja  | Maykop International Film Festival        | Najlepszy Teledysk              | Zwycięstwo |
| 2017 | Oj, Dusja, oj, Marusja  | Russian World Music Awards                | Najlepszy Teledysk              | Zwycięstwo |
| 2018 | Oj, Dusja, oj, Marusja  | BELIFF London International Film Festival | Najlepszy Teledysk              | Zwycięstwo |
| 2018 | Kak na gorkie, na gorie | Los Angeles Film Awards                   | Najlepszy Teledysk              | Zwycięstwo |
| 2019 | Kak na gorkie, na gorie | California Music Video Awards             | Najlepszy Obcojęzyczny Teledysk | Zwycięstwo |
| 2021 | Timonia                 | Santorini Film Festival                   | Najlepszy Teledysk              | Zwycięstwo |